# Faculté des sciences infirmières de Léogâne
La Faculté des sciences infirmières  de Léogâne ou FSIL est une école d'infirmières située à Léogâne, en Haïti.

## Histoire
La Faculté des sciences infirmières de Léogâne fait partie de l'université épiscopale d'Haïti (UNEPH). C'est la seule école d'infirmières dont le cursus s'effectue en quatre ans en Haïti . L'université reçoit le soutien financier de la Fondation des soins infirmiers d'Haïti, une organisation à but non lucratif 501(c)(3). La première classe est admise en janvier 2005, et la doyenne est Hilda Alcindor.